# Andel (Nederland)
Andel (Brabants: Ael) is een dorp  in de Nederlandse gemeente Altena in het Land van Heusden en Altena, dat oorspronkelijk behoorde tot het Gewest Holland. Sinds 1813 ligt het in de provincie Noord-Brabant. Het dorp is ontstaan op de oeverwal van de rivier de Alm, maar ligt door veranderingen van de rivierenloop aan de Afgedamde Maas.
Andel is bekend door de dam in de Maas en de Andelse sluis. Het opvallendste gebouw is de 14e-eeuwse Romboutstoren met een karakteristieke bakstenen torenspits.

## Ligging en nabijgelegen kernen
Andel is in het noordoosten van het Land van Altena gesitueerd, tussen Giessen en Veen. Andere nabijgelegen plaatsen zijn Rijswijk, Poederoijen, Brakel, Genderen en Eethen.

## Etymologie
De oorsprong van de naam Andel is te vinden in de Germaanse woorden ana = hoger gelegen en lo = bos.

## Geschiedenis

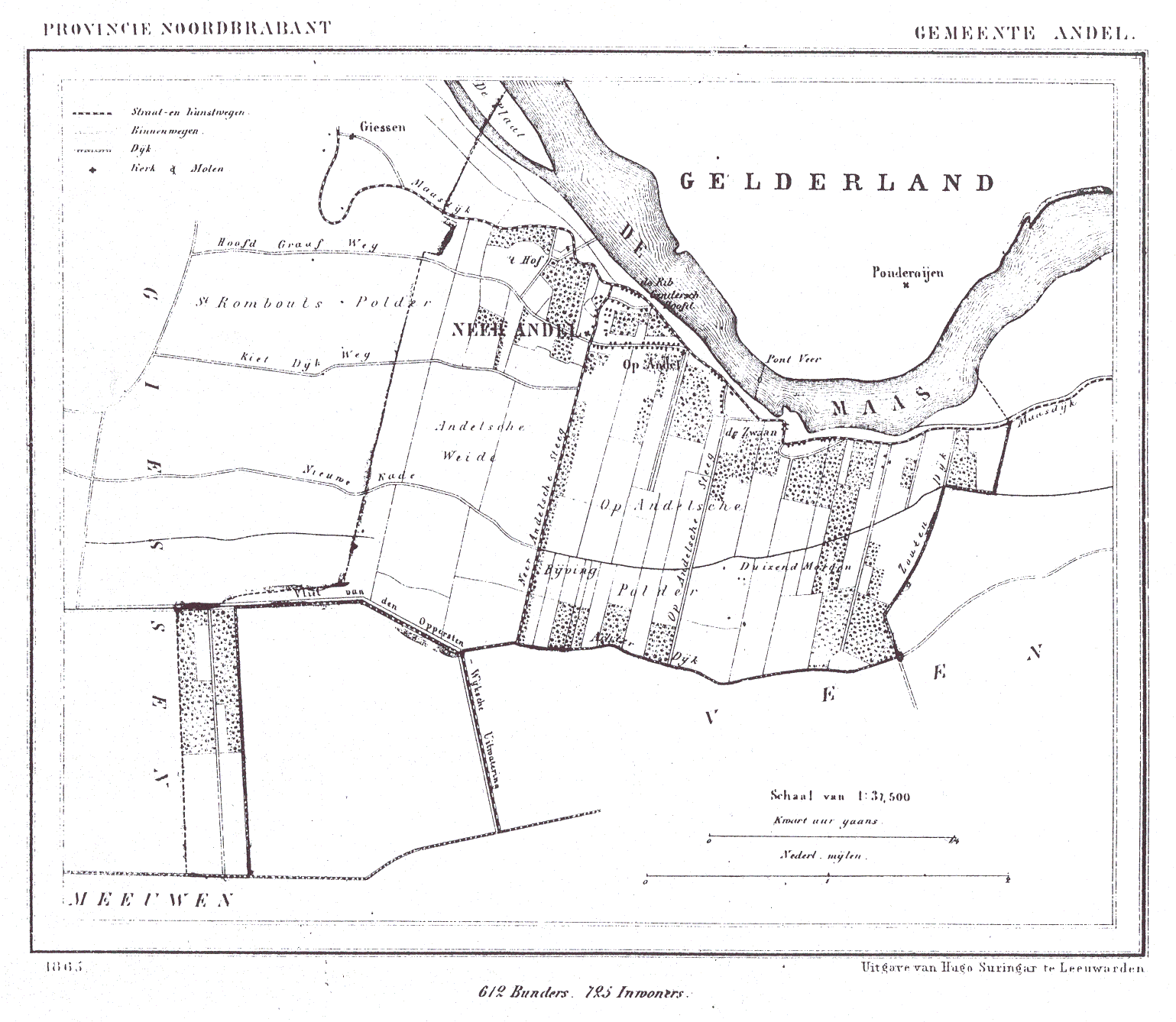
Andel in 1865, [https://atlas1868.nl/nb/andel.html zie ook hier

Andel bestaat uit Op- en Neder-Andel. De vondsten van Romeins aardewerk duiden op bewoning die teruggaat tot de 2e eeuw na Christus. Dit blijkt uit archeologische vondsten achter het oude gemeentehuis aan de Dorpsstraat te Neer-Andel en op 'de Kwel' te Op-Andel.
De stijging van het zeewater tussen de 5e en de 9e eeuw veroorzaakte in het laaggelegen Land van Altena veel wateroverlast. Op een aantal plaatsen was zelfs sprake van een tijdelijke onderbreking van de bewoning. Ook Andel was gedurende deze periode nauwelijks bewoond. Toen het water zich in de 9e eeuw langzaam maar zeker terugtrok, kwamen de mensen ook weer terug. Het spreekt voor zich dat eerst de hoger gelegen gronden bewoond en gecultiveerd werden, zoals de percelen Huiswerf en Konijnenberg, op de plaats van de gelijknamige straat en de Prins Bernhardstraat. Hier werden in de bodem de sporen van een versterkte boerderij gevonden. In het jaar 850 werd voor het eerst in geschreven bronnen melding gemaakt van Andel, geschreven als Villa Analo, toen ene Balderik een mansum cum huba, huis met hoeve, verkocht aan de Abdij van Lorsch. Hiervan getuigt de 12e-eeuwse Codex Laureshamensis. Uit 1258 of 1259 dateert opnieuw een document waarin de naam Andel voorkomt.
Niet gedocumenteerd is de verandering van de loop van de Maas, waarschijnlijk in de 11e of 12e eeuw, waarbij het toenmalige centrum van Andel buitendijks kwam te liggen en moest worden afgebroken, inclusief het kerkje dat er toen reeds stond. Vervolgens werd de kerk van Opandel gebouwd, deels opgetrokken uit stenen die reeds eerder gebruikt waren in het verdronken dorp. Ook de kavelpatronen wijzen op het verdwijnen van een stuk grondgebied. Vermoedelijk heeft Andel er toen grondgebied van Giessen bijgekregen. Hierop is Neerandel gebouwd, inclusief de Sint-Romboutskerk. Meer dan enkele tientallen huizen en boerderijen zal het dorp echter niet geteld hebben.
Ook in de volgende eeuwen was er nauwelijks sprake van bevolkingsgroei. Uit een belastingkohier van 1632 weten we bijvoorbeeld dat er in dat jaar slechts 91 huizen in Andel stonden. Dat betekent een bevolking van ongeveer 450 personen. Honderd jaar later waren er 101 huizen, volgens een verpondingsregister van 1731. Sindsdien is het inwonertal meer dan vervijfvoudigd.

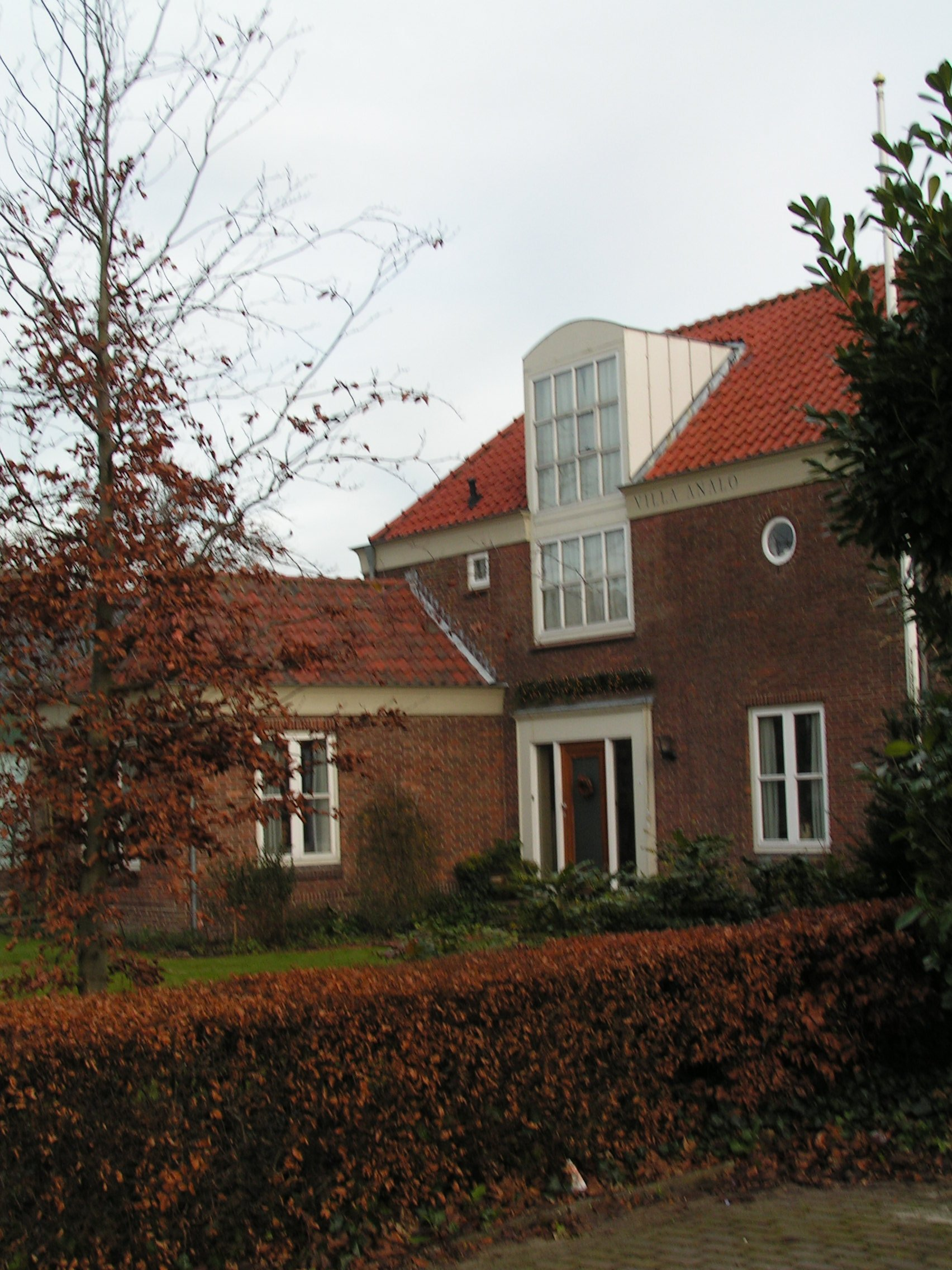
Villa Analo

### Oude herbergen
In het verleden is er in de Nederlanden langs wegen en vaarten een uitgebreid netwerk van herbergen ontstaan. Ze boden de reiziger de mogelijkheid tot overnachting, verpozing en het gebruik van een maaltijd. Langs de doorgaande wegen bedroeg de afstand van de ene naar de andere herberg vaak niet meer dan tien kilometer. Ook Andel had binnen zijn grenzen in het verleden in ieder geval twee van zulke logementen.
Het eerste was het veerhuis De Zwaan bij het veer Andel – Poederoijen. Gebruikers van dit pontveer en de passagiers van de beurtschepen van Heusden en 's-Hertogenbosch van en naar het westen van Holland, vonden hier onderdak. Dit huis, waar een fraai vroeg-19e-eeuws uithangbord aan de gevel prijkt, is gelegen in een kronkel van de Maasdijk ten zuidoosten van het dorp en werd al in 1759 vermeld.
Daarnaast was er de herberg De Rib ten noordoosten van de dorpskern van Opandel. Deze herberg is nog veel ouder. Reeds in 1527 wordt vermeld dat soldaten uit 's-Hertogenbosch zich ophouden "aen de Ribbe" te Andel. In 1559 werd ene Elisabeth Pietersdr. genoemd als waardin. Uit de archieven blijkt dat in deze herberg vaak vechtpartijen plaatsvonden. Op 17 augustus 1728 liep een handgemeen zo uit de hand dat er een dode te betreuren viel. Een zekere Arien Starkenborg werd door de Andelse kleermaker Cornelis van Dam met een 'bloot mes' in de borst gestoken en stierf kort daarop. De dader werd bij de kraag gevat en ter dood veroordeeld. Op een schavot voor het stadhuis van Woudrichem werd hij enkele weken na zijn veroordeling door de beul uit Dordrecht, die het Land van Altena tot zijn werkgebied rekende, onthoofd.

### De heerlijkheid en de heren van Andel

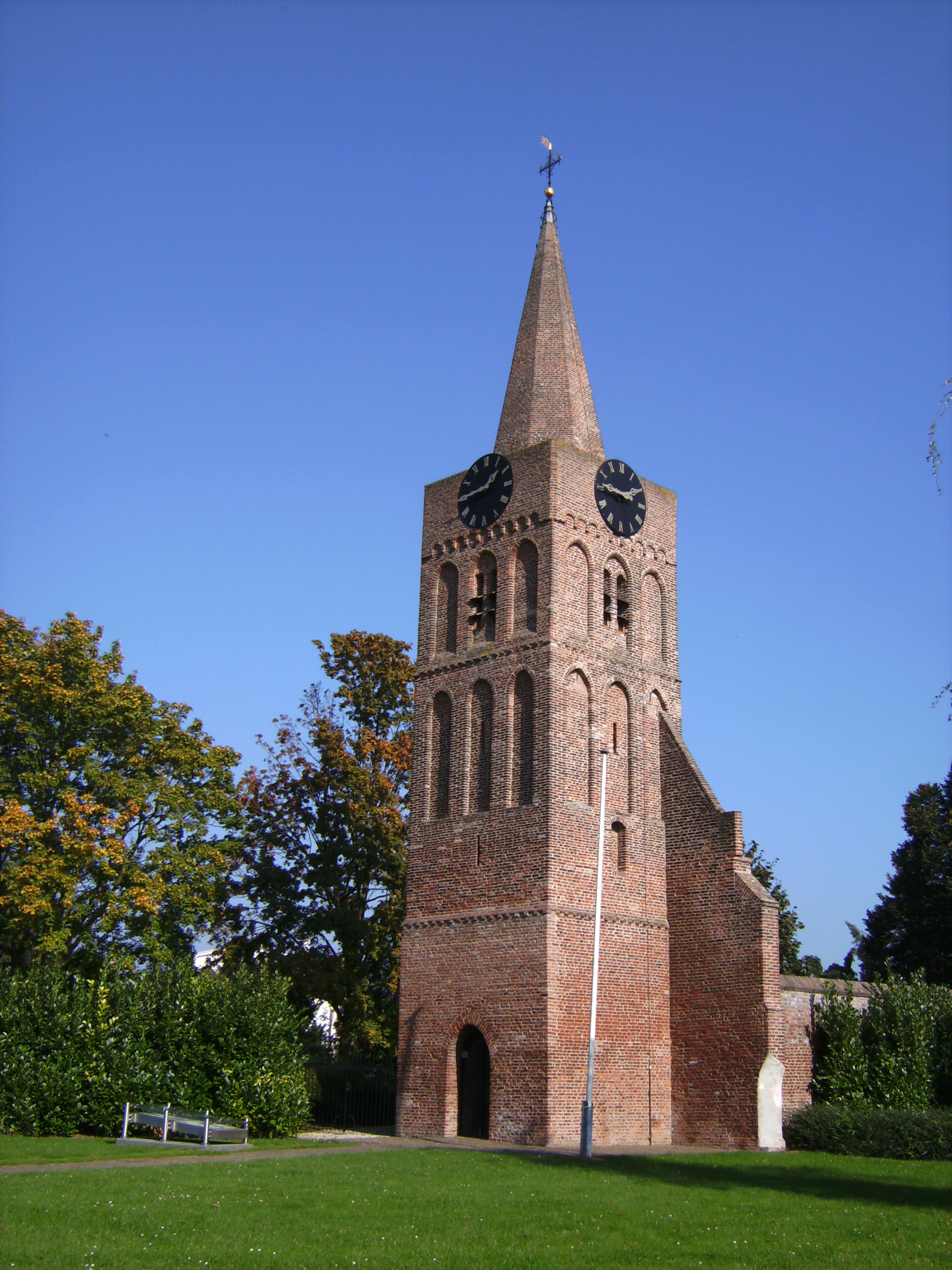
Romboutstoren

Andel was gedurende enige tijd een lage heerlijkheid. Van de middeleeuwse Heren van Andel zijn slechts enkele vermeldingen bekend. Begin 13e eeuw was er sprake van ene Willem van Andel. Op 12 maart 1312 droeg Vastraad Arnoutsz. van Giessen het gerecht van Andel over aan de leenheer van Altena. Daarna was de situatie onduidelijk. Mogelijk was Vastraads zoon Jan Vastraadsz. van Giessen in 1392 nog Heer van Andel en Giessen. Later werden de Heren van Giessen ook weleens Heren van Andel en Giessen genoemd, zoals Jan Willemse van Goor in 1465 en Hadewig Wolferts van Goor in 1511. In 1569 bleek duidelijk dat er geen heer was, want toen benoemde de Graaflijkheid van Holland rechtstreeks de nieuwe schout van Andel.
Pas op 14 april 1724 kocht de vermogende Hendrik Pus de heerlijkheid. Hij werd de eerste in een nieuwe reeks Heren van Andel. De Heerlijkheid vererfde vervolgens binnen de familie, soms via zijtakken, tot aan de laatste Heer, J.H.A.L. baron Melvill van Carnbee, die de facto geen heer meer was, daar de heerlijke rechten reeds in 1795 waren afgeschaft.
De volgende Heren en vrouwen van Andel zijn sinds 1724 bekend, tussen haakjes de jaren waarin zij de heerlijkheid regeerden:
- Hendrik Pus (1724-1748), kocht de heerlijkheid in 1724
- Antonie Pus (1748-1749), de broer van Hendrik
- Pieter Scharp (1749-1766), waarschijnlijk een neef van Antonie
- Pieter Scharp (1766-1780), de "innocente" zoon van Pieter
- Ida Martine Melvill (1780-1796), waarschijnlijk een nicht van Antonie
- Pieter Baron Melvill van Carnbee (1796-1826), een neef van Ida Martine
- James John Melvill van Carnbee
- James John Baron Melvill van Carnbee I (1826-1837), de zoon van Pieter
- James John Baron Melvill van Carnbee II (1837-1842), de zoon van James John
- Albertina Petronella Melvill van Carnbee, barones (1842-1879), zuster van James John II
- James John Baron Melvill van Carnbee III (1879-1891), een achterneef van Albertina Petronella
- James Arnoud Henri Louis, Baron Melvill van Carnbee (1891-..), de laatste Heer van Andel. Hij stierf in 1944. Zijn enige zoon was reeds in 1940 kinderloos gestorven.

## Bezienswaardigheden
- De Romboutstoren[7] aan Hoofdgraaf 6 is datgene wat over is van de vroegere kerk van Neerandel. Het betrof een laatgotische kerk met een 14e-eeuwse toren die een bakstenen spits bezit. Dat is zeer zeldzaam in Noord-Brabant. Van het kerkje is slechts de ruïne van de zuidkapel overgebleven nadat het midden 19e eeuw werd gesloopt. Toren en kapel zijn in 1954 gerestaureerd. Ze zijn geklasseerd als rijksmonument. Op het kerkhof bij deze toren is in 1634 een Jan Claesen begraven, volgens de legende de Jan Claesen die trompetter was in het leger van de Prins van Oranje.[8]
- De Hervormde kerk[9] aan de Kerkstraat 2, bijgenaamd het Blauwe kerkje, was de vroegere, aan Sint-Maarten gewijde, parochiekerk van Opandel. Ze dateert oorspronkelijk uit omstreeks 1275 en is daarmee de oudste kerk van Andel. Mogelijk had ze nog een voorganger die meer oostelijk stond, maar door de Maas werd verzwolgen. In 1852 werd de kerk zeer ingrijpend verbouwd en ook gepleisterd. Later kreeg dit pleisterwerk, door een foute behandeling van een aannemer, een felblauwe kleur, vandaar de naam. In 1959 vonden opnieuw een verbouwing en restauratie plaats. Enkele 15e-eeuwse muurgedeelten bleven bewaard. De blauwe kleur verdween, maar ook de 18e-eeuwse herenbank, waarop de Heren van Andel plachten plaats te nemen en die voorzien was van wapenschilden van de families Scharp en Royer. Een grafsteen die hetzelfde wapen draagt werd voor in de kerk opgesteld.
- Twee grenspalen op de Maasdijk, die de voormalige grens aangeven tussen Andel en Veen, en daarmee die tussen het Land van Heusden en het Land van Altena aangeven. De grenspaal van Heusden draagt een rad, die van Altena twee vissen. Ze stammen uit 1786 en fungeerden als zogenaamde banpalen.

Zie ook
- Lijst van rijksmonumenten in Andel
- Lijst van gemeentelijke monumenten in Andel

## Overige kerken
- De Koningshof, kerk van de Vrije Evangelische Gemeenten, van 1966, aan de Burgemeester Van der Schansstraat 52.
- De Voorhof, Gereformeerd kerkgebouw

## Economie

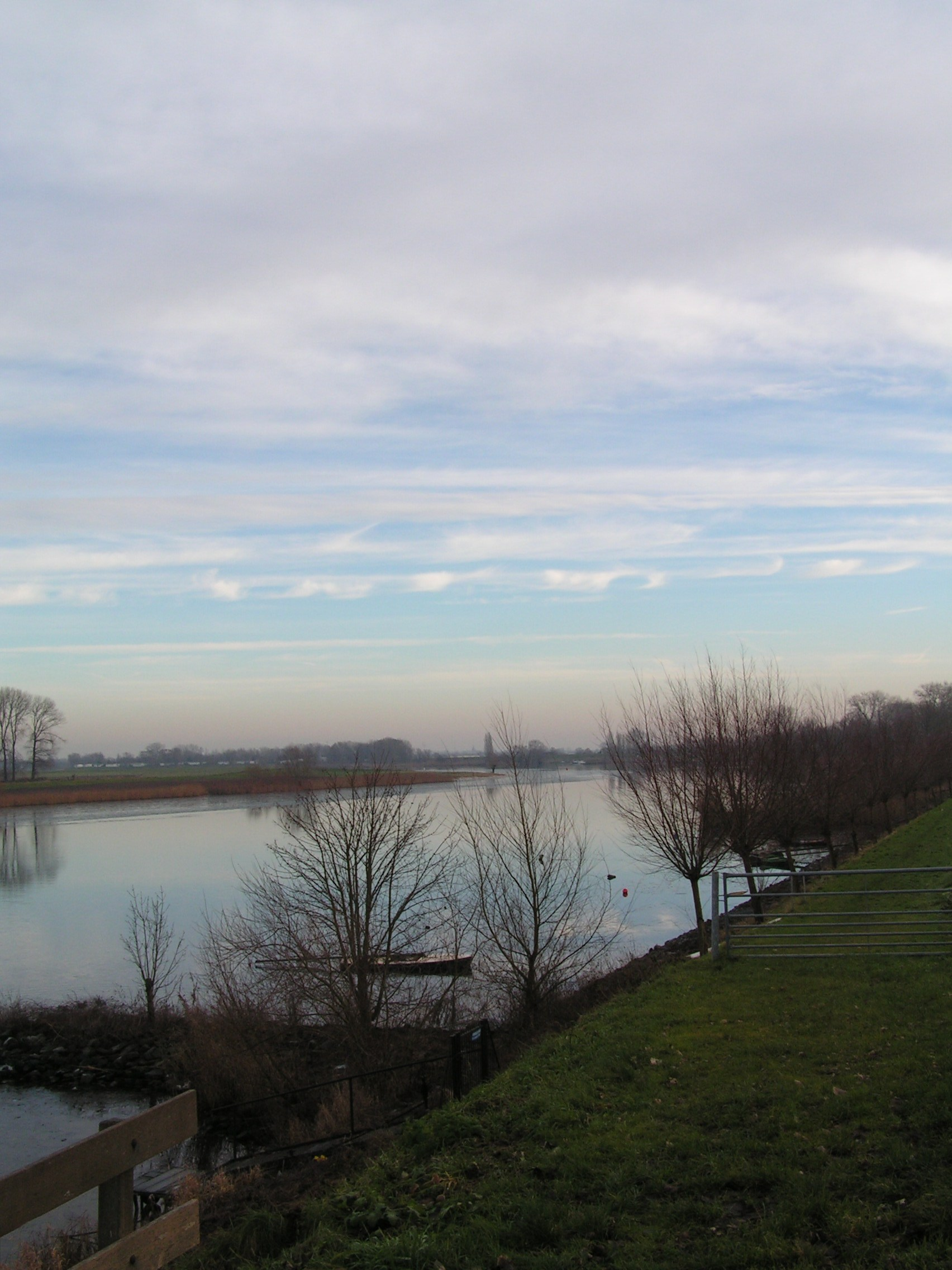
De Afgedamde Maas

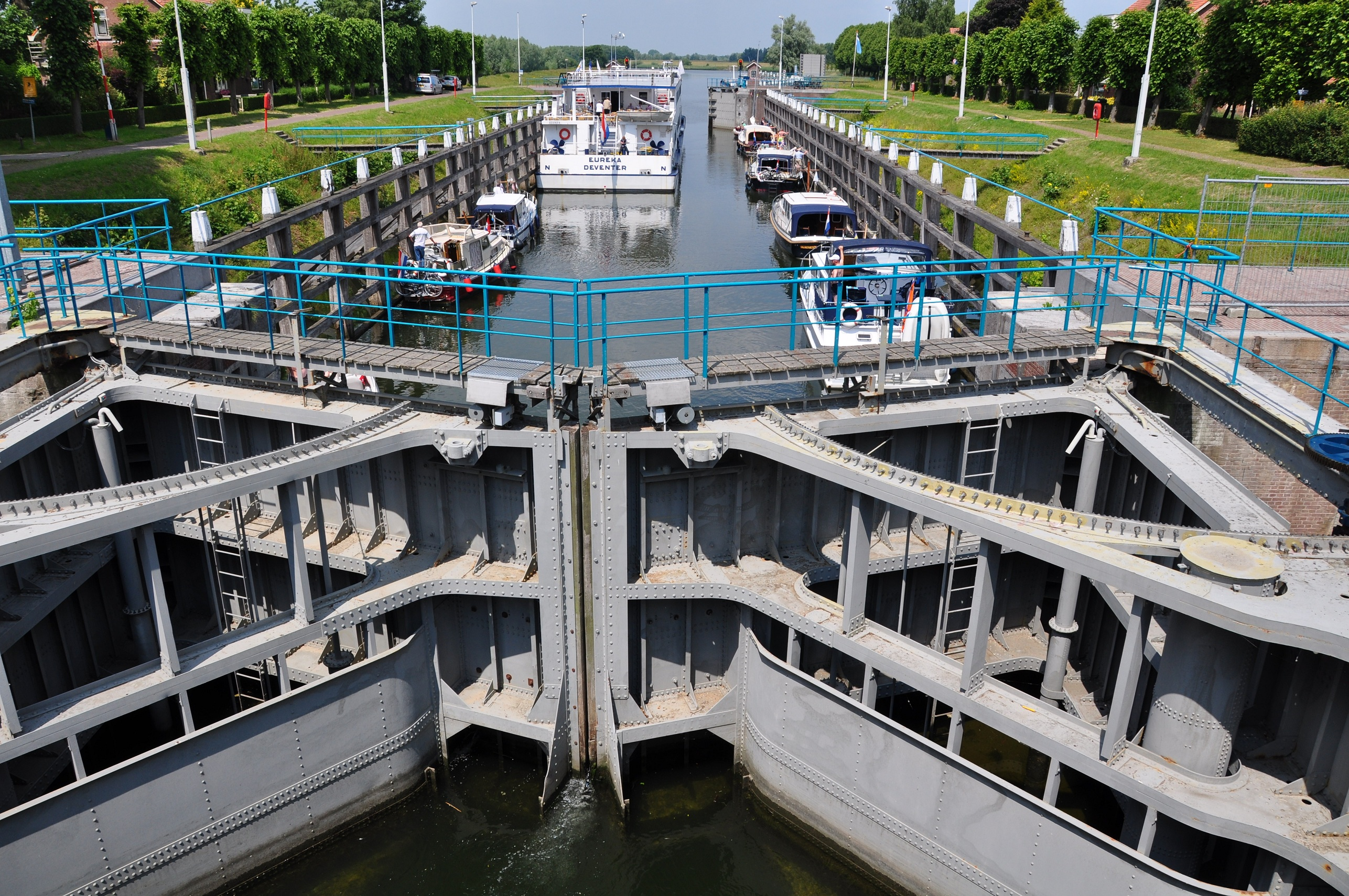
De Wilhelminasluis in de Afgedamde Maas

Tot en met de 19e eeuw vond de Andelse bevolking zijn bestaan in de veeteelt en de akkerbouw. Uit de archieven weten we dat er vooral rundvee en paarden gehouden werden. De akkerbouw leverde tarwe, gerst, hennep, vlas en peulvruchten op. De uiterwaarden en de lager gelegen gronden werden benut voor de vetweiderij, de productie van zuivel en hooi en de paardenfokkerij. Op de drassige gronden langs de Maas werden riet en griendhout gesneden.
Daarnaast telde Andel enkele schippers, vissers en handwerkslieden zoals rietdekkers, timmerlieden, smeden en bakkers. Een grote groep dorpelingen leefde van losse loonarbeid en verhuurde zich aan de boeren of verrichtte graafwerkzaamheden aan dijken, straten en weteringen in dienst van het dorp, de stad of het waterschap. Vooral de bakkers zullen in Andel in de 17e en 18e eeuw een karig belegde boterham verdiend hebben.
Omdat het graan in het gewest Gelderland, in verband met lagere belastingtarieven, stukken goedkoper was dan in het tot het gewest Holland behorende Andel, bestond er een bloeiende smokkel van brood, beschuit en meel van Poederoijen over de Maas naar Andel. In roeibootjes bracht men 's nachts illegaal het brood van de Gelderse oever van de Maas naar Andel. Om de smokkel tegen te gaan liet het gewestelijk bestuur van Holland chergers of douaniers langs de Maas patrouilleren. Degenen die betrapt werden kregen als straf een hoge geldboete; kon men deze niet betalen, wat nogal eens voorkwam, dan werd men verbannen uit het Land van Altena of het Gewest Holland. De hoge strafmaat was daarin gelegen dat smokkelaars beschouwd werden als dieven die van hun eigen land stalen.
Ten noordwesten van het dorp was een scheepswerf gelegen, voluit Scheepswerf en Handelsonderneming "De Gantel", ook bekend als Fenijn & Jansen. In 1974 sloot het bedrijf.

## Recreatie
De Afgedamde Maas trekt 's zomers vele recreanten en dient als uitvalsbasis om nabijgelegen toeristische trekpleisters als Slot Loevestein, Gorinchem en het Nationaal Park De Biesbosch te bezoeken. Andel kent daarom een grote camping aan de Maas, de Hoge Waard en een zwembad genaamd Aqua Altena.

## Dorpsleven
Eind 2012 is de dorpsraad Andel opgericht. Andel heeft een ijsclub (Sparta '82), een voetbalclub (Sparta '30), tennisbanen en padelbanen (LTC Altena)en een schietvereniging (De Rommert). Daarnaast telt Andel twee muziekverenigingen, het Andels Fanfare Corps en de brassband Altena brass. Beide ensembles komen uit in de Concertdivisie, de hoogste klasse in de Nederlandse blaasmuziek.

## Voorzieningen
- Christelijke basisschool "de Zaaier"
- Ds. Gisbertus Voetiusschool
- Peuterspeelzaal Hoppas
- Kinderopvang Het Dolfijntje
- Curio college Andel (VMBO)
- Party- en zalencentrum 't Buitenhoff
- Verzorgingstehuis de Notenhof
- Tandartsenpraktijk Andel
- Zwembad Aqua Altena
- Schietsportvereniging de Rommert
- Voetbalvereniging Sparta'30
- Tennisvereniging LTC Altena
- Muziekvereniging AFC Andel
- Muziekvereniging Altena Brass

## Kerken
- Hervormde kerk
- De gereformeerde kerk (De Voorhof)
- De vrije Evangelische Gemeente 'de Koningshof'

## Verkeer en vervoer

### Autoverkeer
Andel is bereikbaar vanaf de A27, de N267 en de N322.

### Openbaar vervoer
De volgende buslijnen van Arriva doen Andel aan:
| Lijn | Route | Lijnsoort |
| ---- | --- | --------- |
| 181  | 's-Hertogenbosch - Wijk en Aalburg - Veen - Andel - Giessen - Rijswijk - Woudrichem - Oudendijk - Sleeuwijk - Gorinchem | Streekbus |
| 682  | Andel - Nieuwendijk - Hank - Raamsdonksveer - Geertruidenberg - Made - Wagenberg                                        | Schoolbus |
| 683  | Andel - Nieuwendijk - Hank - Raamsdonksveer - Oosterhout - Oosteind - Dongen                                            | Schoolbus |
| 684  | Andel - Wijk en Aalburg                                                                                                 | Schoolbus |